# Nazif Hajdarović
Nazif Hajdarović (* 22. September 1984 in Bosanska Gradiška) ist ein ehemaliger bosnischer Fußballspieler.

## Karriere
Über die Jugendvereine TuS Lappentascherhof und SV Reiskirchen gelangte Hajdarović 2004 zum 1. FC Saarbrücken, für deren zweite Mannschaft er zwei Jahre in der Oberliga Südwest aktiv war und in 48 Spielen 35 Tore erzielte.
Nach seiner Beförderung in den Kader der ersten Mannschaft spielte er jeweils eine Saison in der 2. Bundesliga, in der Regionalliga Süd und zwei Jahre in der Oberliga Südwest. Hajdarović kam am 23. Oktober 2005 (10. Spieltag) bei der 1:3-Heimniederlage gegen den FC Energie Cottbus und am 14. Mai 2006 (34. Spieltag) beim 2:0-Heimsieg über Eintracht Braunschweig zu seinen einzigen Zweitligaspielen; im zweiten gelang ihm mit dem Führungstreffer auch sein einziges Tor. In der Oberligasaison 2008/09 hatte der Angreifer mit 18 Toren in 21 Spielen wesentlichen Anteil an der Saarbrücker Meisterschaft und dem Aufstieg in die Regionalliga. In jener Saison wurde er, wie in der Saison zuvor, Torschützenkönig der Oberliga Südwest. Zur Saison 2009/10 wechselte Hajdarović zum Drittligisten FC Bayern München II, für den er am 16. August 2009 (4. Spieltag) beim 0:0-Unentschieden im Heimspiel gegen Dynamo Dresden debütierte. Im Sommer 2011 wechselte Hajdarović in die Regionalliga Süd zum KSV Hessen Kassel. Am 27. Januar 2012 suspendierte ihn der Verein, einen Tag später wurde der Vertrag aufgelöst. Zur Rückrunde 2011/12 wechselte er zum Oberligisten Borussia Neunkirchen. In der Folgesaison schloss er sich dem Ligakonkurrenten FK Pirmasens an und kehrte nach Abschluss der Saison wieder nach Neunkirchen zurück. Nach einer weiteren Saison im Neunkircher Trikot, wechselte Hajdarovic in die erste luxemburgische Liga zum FC Wiltz 71, wo er seinen Vertrag jedoch schon nach zwei Monaten wieder auflöste. Im Januar 2015 schloss er sich dem Bezirksligisten FC Erding an. In der Saison 2015/16 stand er bei der SG Ballweiler-Wecklingen-Wolfersheim unter Vertrag, die in der saarländischen Verbandsliga Nord/Ost spielte. Zur Saison 2016/17 wechselte er zum südbadischen Verbandsligisten 1. FC Rielasingen-Arlen. Anfang September 2017 verpflichtete der FC Ismaning Hajdarović für die Bayernliga Süd. In der Winterpause wechselte er weiter zum FC Phönix München und nach der Saison zum SC Fürstenfeldbruck. Dort blieb er ein halbes Jahr, absolvierte neun Ligaspiele und war seitdem vereinslos. Im September 2021 absolvierte der Stürmer dann noch zwei Partien für den Kreisligisten FC Bosna i Hercegovina München.